# Georges Elhedery
Georges Bahjat Elhedery (Beirut; 5 de marzo de 1974) es un banquero, ingeniero y ejecutivo libanés. Actualmente se desempeña como Director Ejecutivo del Grupo HSBC desde el 2 de septiembre de 2024 en sustitución de Noel Quinn.

## Biografía
Elhedery nació en Beirut, capital del Líbano, en 1974 y creció allí cuando era niño. Su padre trabajaba en un banco minorista y su madre fue maestra. Años más tarde, la familia de Elhedery se mudó a Francia. Estudió ingeniería en la Escuela Politécnica de París, que es la principal universidad de ingeniería de Francia. Durante sus estudios, Elhedery también realizó prácticas en el piso de operaciones de un banco francés. 
Luego de graduarse de la universidad, Elhedery estudió un posgrado en la Maestría en Estadística y Economía del Instituto Nacional de Estadística y Gestión (ENSAE). Más tarde, trabajó en el BNP Paribas y Goldman Sachs en Londres. Antes de dejar Goldman Sachs, se desempeñó como jefe de tasas de interés estructurales y operaciones de inflación en Europa, Medio Oriente y África.

## Carrera

### HSBC
De 2016 a 2019, Elhedery se desempeñó como director ejecutivo de HSBC en Medio Oriente, África y Turquía. En marzo de 2019, pasó a ser director global de mercados de capitales. En diciembre de 2019, Elhedery fue designado como codirector de banca global y mercados de capital, responsable del negocio de banca de inversión de HSBC. Él y otro codirector, Greg Guyett, fueron designados por el entonces director ejecutivo interino del grupo, Noel Quinn, para asumir el cargo con el fin de revertir algunos de los negocios globales de bajo rendimiento de HSBC en los últimos años.

### Director Ejecutivo
En julio de 2024, HSBC anunció que Elhedery fue nombrado nuevo director ejecutivo del grupo, en sustitución de Noel Quinn, quien se retiró del cargo, Finalmente Elhedery asumió el cargo el 2 de septiembre.